# Славянка (кондитерская компания)
«Славянка» (Фабрика «Славянка», Кондитерская компания «Славянка») — одно из ведущих кондитерских предприятий России.

## История
Предприятие отсчитывает свою историю с 1870 годов, когда было создано маслобойное производство известного старооскольского купца Алексея Дьякова. Его потомки: Иван Алексеевич с братом Александром Алексеевичем владели заводом по производству конопляного и орехового масла. Впоследствии на площадке маслозавода было запущено производство сладкой продукции: пряников, мармелада, джема и других кондитерских изделий. В начале XX века кондитерский цех Дьяковых расширил свое производство, начав выпуск конфет, ириса и карамели.
Предприятие продолжало работать и после Октябрьской революции, в марте 1929 года оно было национализировано. В ноябре 1932 года закончилось строительство полумеханизированной фабрики, названной именем 1 Мая, производительностью до 10 тысяч тонн кондитерских изделий в год. Эта дата считается годом образования фабрики. В годы Великой Отечественной войны Старый Оскол был оккупирован немецкими войсками и здания фабрики было сильно разрушено. Но уже в феврале 1943 года, как только город был освобождён, на фабрике началась выпечка хлеба. Предприятие было восстановлено и после модернизации, проведённой в 1951 году, на нём были установлены первые механизированные линии.

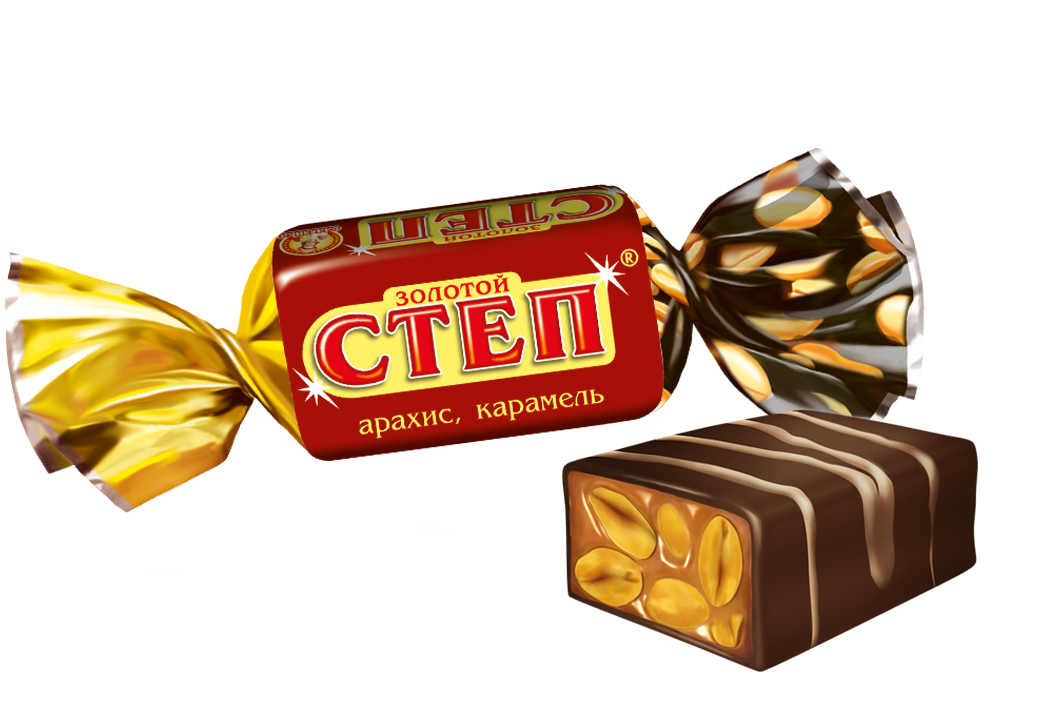
Конфеты «Степ»

В 1981 году на Старооскольской кондитерской фабрике началась масштабная реконструкция. В ноябре 1988 года был сдан в эксплуатацию новый шестиэтажный корпус фабрики мощностью 12 500 тонн в год. С февраля 1995 года после новой реконструкции начал работать шоколадный цех по производству различных сортов шоколада и конфет, в том числе упакованных в коробках. В январе 1997 года предприятие обрело новое имя — «Славянка». Развитие фабрики продолжалось в течение следующих лет, что привело к появлению новой кондитерской продукции: плиточного шоколада, полых вафель с начинкой, печенья и кексов. В 2002 году был введен в эксплуатацию новый производственный комплекс «Славянка плюс» мощностью более 100 тысяч тонн в год, позволивший начать выпуск кондитерских изделия на основе нуги и карамели, и в 2004 году начался выпуск нового бренда «Степ». В 2008 году было введено в эксплуатацию новое производство «Славянка люкс», выпускающее такие конфеты, как «Лёвушка», «Обыкновенное чудо», «Детский сувенир».
В 2015 году в состав компании «Славянка» вошли такие кондитерские предприятия России: фабрика «Конфи» в Екатеринбурге, фабрика «Волжанка» в Ульяновске и фабрика имени Н. К. Крупской в Санкт-Петербурге. В настоящее время объединение «Славянка» имеет собственную фирменную торговую сеть, насчитывающую более 160 магазинов во всех регионах России.
В разные годы своего существования компания называлась:
- Кондитерская фабрика 1 мая г. Старый Оскол
- Кондитерская фабрика г. Старый Оскол
- Кондитерская фабрика «Славянка»
- ЗАО Кондитерское объединение «Славянка»
- ООО Кондитерское объединение «Славянка»

## Интересные факты
По заявлению разработчиков сервиса 2гис в качестве эмблемы города Старый Оскол на карте выбран кокошник в честь логотипа компании, как один из наиболее узнаваемых брендов города.